# Liste der Naturdenkmale in Wutach
| Naturdenkmale | Anzahl |
| ------------- | ------ |
| FND           | 2      |
| END           | 0      |
| Gesamt        | 2      |

Die Liste der Naturdenkmale in Wutach nennt die verordneten Naturdenkmale (ND) der im baden-württembergischen Landkreis Waldshut liegenden Gemeinde Wutach. In Wutach gibt es insgesamt zwei als Naturdenkmal geschützte Objekte, beide sind flächenhafte Naturdenkmale (FND), keines ist ein Einzelgebilde-Naturdenkmal (END).
Stand: 1. November 2016.

## Flächenhafte Naturdenkmale (FND)
| Name                                        | Bild | Kennung     | Einzelheiten | Position | Fläche Hektar | Datum         |
| ------------------------------------------- | ---- | ----------- | ------------ | -------- | ------------- | ------------- |
| Steilhang mit Felsenbirnen und Zwergmisteln | BW   | 83371270001 | Wutach       | ⊙        | 0,0           | 13. Okt. 1949 |
| Waldanemonenstandort                        |      | 83371270002 | Wutach       | ???      | 0,8           | 27. Mai 1955  |
| Legende für Naturdenkmal                    |      |             |              |          |               |               |